# Mystacella flavifrons
Mystacella flavifrons là một loài ruồi trong họ Tachinidae.